# Zicca
Genre
Zicca est un genre d'insectes hémiptères du sous-ordre des hétéroptères (punaises) de la famille des Coreidae.

## Liste d'espèces
Selon ITIS (10 septembre 2021) :
- Zicca acetabularia Brailovsky and Cadena, 1992
- Zicca annulata (Burmeister, 1835)
- Zicca commaculata (Distant, 1881)
- Zicca consobrina Stål, 1860
- Zicca cornuta Stål, 1860
- Zicca erratica Brailovsky and Cadena, 1992
- Zicca gigas Brailovsky and Cadena, 1992
- Zicca impicta Blöte, 1935
- Zicca inornata Breddin, 1902
- Zicca nigropunctata (De Geer, 1773)
- Zicca nigropunctata (De Geer, 1773)
- Zicca pacificae Brailovsky and Cadena, 1992
- Zicca paramerana Brailovsky and Cadena, 1992
- Zicca pronotata Brailovsky and Cadena, 1992
- Zicca pulchra (Stål, 1855)
- Zicca rubricator (Fabricius, 1803)
- Zicca signoreti Lethierry and Severin, 1894
- Zicca spurca Brailovsky and Cadena, 1992
- Zicca stali Brailovsky and Cadena, 1992
- Zicca taeniola (Dallas, 1852)